# Michel Butel
Pour les articles homonymes, voir Butel (homonymie).
Michel Butel, né le 19 septembre 1940 à Tarbes et mort le 26 juillet 2018 dans le 14e arrondissement de Paris,,,, est un écrivain et éditeur de journaux français,.

## Biographie
Michel Butel naît en 1940 à Tarbes d'une mère avocate et d'un père futur fondateur de la Sécurité sociale. Il arrête sa scolarité à l'âge de 14 ans.
Comme son ami de jeunesse Yves Janin, il a échoué adolescent à l'institut psychopédagogique de Saint-Maximin (Oise), puis fondé un journal contestataire et poétique, « La Cascade ».

### Guerre d'Algérie
Michel Butel, comme son ami Yves Janin et un peu avant lui, a refusé d'effectuer leur service militaire, à l'époque du Manifeste des 121, texte qui circule chez les militants de gauche et se fait connaitre pour avoir « justifié le refus de prendre les armes contre le peuple algérien », dans le sillage de Jeune résistance fondé dès l’été 1956 et du manifeste Le Déserteur publié par Jean-Louis Hurst en 1960, aussitôt interdit et saisi,,.
Michel Butel a ainsi fait partie du « groupe de déserteurs réunis autour d'Henri Curiel » et « rendu quelques services au FLN » algérien. Il a en particulier fui en Suisse pour ne pas avoir à porter les armes au cours de la guerre d’Algérie, qu'il réprouve,.

### Militant à l'UEC
Membre de l'Union des étudiants communistes, il y est ami avec le futur avocat Jean-Claude Polack, qui sera l'avocat d'un autre ami de l'UEC, Pierre Goldman, lors de chacun de ses deux procès, en 1974 et 1976.

### Clinique de La Borde
Il participe dès mars 1963 à l'aventure de la clinique de La Borde, autour de Félix Guattari, et où il reçoit la visite de  Pierre Goldman.

### Prix Médicis 1977
Michel Butel a reçu le Prix Médicis 1977, pour son premier roman, L'Autre Amour, « une intrigue de Gérard de Villiers écrite par Alain-Fournier ou Gérard de Nerval », salue au même moment le critique du Monde Paul Morelle.

### Tribunes d'écrivain
L'auteur prend parfois la plume dans Le Monde, comme en juillet 1978, dans un billet poétique à la mémoire d'Evguénia Guinzbourg, écrivaine soviétique, principalement connue pour avoir raconté son expérience des prisons stalinienne et des camps du Goulag, par ailleurs mère de l'écrivain Vassili Axionov. Alors qu'Evguénia Guinzbourg est décédée le 25 mai 1977 à Moscou, il appelle quelques mois après à « la parole contre l'État, contre tous les États », les citoyens étant « cette eau fluide qui glisse entre vos doigts » et « va noyer ce monde, engloutir votre monde », car si chaque homme libre est « moins que rien », « moins que de l'eau, une goutte d'eau », c'est « cette goutte d'eau qui fait déborder le vase ».

### Journaux
Il est connu pour avoir fondé plusieurs journaux : L'Imprévu (quotidien, avec Bernard-Henri Lévy, 1975), L'Autre Journal (mensuel, un temps hebdomadaire, 1984-1992), Encore (hebdomadaire, 1992), L'Azur (4 pages, hebdomadaire, 1994-1995) et L'Impossible, dont le premier numéro sort le 14 mars 2012. 
L'Autre Journal disparaît en 1992, à la suite d'une crise suivie d'une scission dans la rédaction, provoquées par la position pacifiste prise par son fondateur lors de la guerre du Golfe.
Ensuite, durant quelques semaines, Butel dirige une petite feuille hebdomadaire sur papier bible, Encore.
De 2012 à 2013, il dirige le périodique L'Impossible, qui s'interrompt en septembre 2013 à cause des lourds problèmes de santé de son fondateur.

### Famille
Michel Butel a eu quatre enfants : Ivan et Stephen avec Catherine Cot ; Guillaume, avec Marianne, fille de Maurice Merleau-Ponty ; et Mara (dite Noblet-Butel), avec Dorothée Noblet.

### Autre
En 1998, il joue son propre rôle dans le film Dieu seul me voit (Versailles-Chantiers) de Bruno Podalydès. Il y est présenté comme un intellectuel en vue.

## Œuvres
- L'Autre Amour, Paris, Mercure de France, coll. « Bleue », septembre 1977  (ISBN 9782715211247) Prix Médicis.
- Collectif, Le Mensonge - Chronique des années de crise, Paris, Encres, 1978  (ISBN 9782862220055)
- La Figurante, Paris, Mercure de France, coll. « Bleue », septembre 1979  (ISBN 9782715211445)
- L'Autre Livre, Le Passant, 1997  (ISBN 9782912465009)
- L'Enfant, Melville éditeur, août 2004  (ISBN 9782915341225)[18],[19]

Editions posthumes
- L'Autre livre (réuni L'Autre Amour, La Figurante, L'Autre Livre, L'Enfant et un inédit L'Autre Histoire), préface de Béatrice Leca, Paris, L'Atelier contemporain, 2022  (ISBN 978-2-85035-097-9)
- l'azur (réédition en fac-similé de l'hebdomadaire, 1994-1995), préface de Jean-Christophe Bailly, Paris, L'Atelier contemporain, 2022  (ISBN 978-2-85035-098-6)

## Filmographie
- 1998 : Dieu seul me voit (Versailles-Chantiers) de Bruno Podalydès : lui-même

## Périodiques
- L'Azur
- Encore
- L'Autre Journal
- L'Impossible